# Política de redreç de Ferran el Catòlic

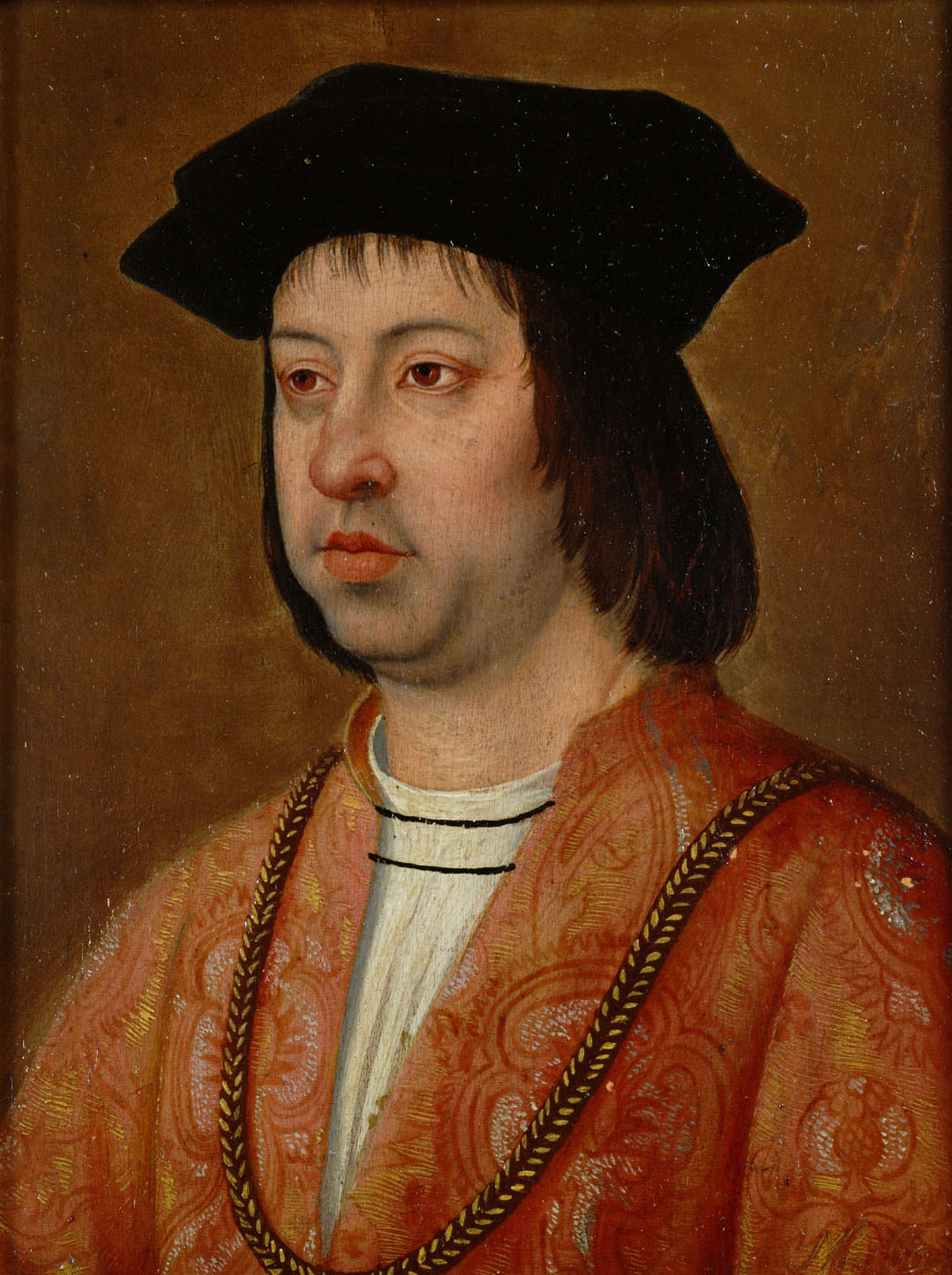
Ferran el Catòlic

La política de redreç o de redreçament del rei Ferran el Catòlic (1452-1516) és el conjunt de mesures impulsades per aquest monarca per tal de reactivar l'economia en els països de la Corona d'Aragó, reorganitzant l'administració, combatent les lluites entre faccions i, en general, augmentant el nivell d'intervenció del poder reial.

## La política al Principat de Catalunya
En començar el seu regnat Ferran el Catòlic va consolidar el pactisme a través de la Constitució de l'Observança aprovada a les Corts de Barcelona de 1480-1481, establint el principi de submissió del poder reial a les lleis de Catalunya i definint la Diputació del General (Generalitat de Catalunya) i la Reial Audiència de Catalunya com a organismes encarregats de vetllar per l'ordre constitucional del país.
La Sentència Arbitral de Guadalupe va ser una disposició adoptada per Ferran II amb l'objectiu de donar solució als conflictes entre els pagesos de remença i els seus senyors, conflictes que havien motivat les dues Guerres dels remences.
A les Corts de Barcelona (1493) s'instaurà el sistema d'insaculació com a sistema d'elecció de les magistratures polítiques de Catalunya.
La política econòmica de Ferran el Catòlic va afavorir el redreçament del Principat de Catalunya després de la greu crisi de la baixa edat mitjana i els efectes de la guerra civil catalana. Les reformes de Ferran el Catòlic acabaren amb la crisi social agrària, sanejaren la moneda, reduïren el dèficit públic de les institucions catalans, afavoriren la indústria manufacturera i enfortiren el comerç; tot plegat contribuí a fer que a finals del segle XV l'economia catalana experimentés un notable recobrament que fou seguit per un augment demogràfic.
Ferran el Catòlic l'any 1494 va crear el Consell Suprem d'Aragó, com un lligam entre la monarquia i els regnes de la Corona d'Aragó.

## La política de redreç en el Regne de Mallorca
En el context de la política de redreç Ferran el Catòlic el 1493 nomenà lloctinent general del Regne de Mallorca Joan d'Eimeric i Saplana, amb l'objectiu clar d'acabar amb les lluites entre els bàndols nobiliaris, posar ordre als abusos dels funcionaris i trobar una solució a l'enfrontament entre les ciutats i les viles.
Mallorca estava representada en el Consell d'Aragó per dos consellers, que s'encarregaven també del Principat de Catalunya i del Regne de Sardenya, i per un secretari que s'ocupava de Mallorca i Sardenya.
El 1499, promulgà la pragmàtica de Granada, amb l'objectiu de reestructurar l'administració, la política i l'economia de Mallorca i amortitzar-ne el deute públic. També reglamentava la intervenció reial en l'elecció, per insaculació, dels representants i càrrecs que les noves polítiques requerien. Aquesta política trobà l'hostilitat oberta de l'oligarquia urbana que va fer tot el que va poder per boicotejar-la i demanà i aconseguí que el lloctinent Eimeric fos suspès en el seu càrrec.
La sentència arbitral de 1512 manà l'estimació de tots els béns del Regne per tal de crear una nova fiscalitat en la qual tothom contribuiria d'acord amb les seves possessions. Aquesta mesura també va ser paralitzada per l'acció de l'oligarquia, creant les condicions per a l'esclat de la revolta popular de les Germanies. 